# Prästvallen
Prästvallen este o arie protejată (arie specială de conservare — SAC, sit de importanță comunitară — SCI) din Suedia întinsă pe o suprafață de 1,5 ha, integral pe uscat.

## Localizare
Centrul sitului Prästvallen este situat la coordonatele 61°34′51″N 16°03′01″E / 61.5809°N 16.0503°E.

## Înființare
Situl Prästvallen a fost declarat sit de importanță comunitară în aprilie 2004 pentru a proteja un număr necunoscut de specii din flora spontană și fauna sălbatică aflate în arealul zonei. Situl a fost protejat și ca arie specială de conservare în martie 2011.

## Biodiversitate
Situată în ecoregiunea boreală, aria protejată conține 2 habitate naturale: Pajiști fino-scandinave uscate până la mezice, bogate în specii de altitudine mică, Formațiuni ierboase bogate în specii de Nardus, dezvoltate pe substraturi silicioase în zone montane (și în zone submontane, în Europa continentală).
La baza desemnării sitului se află un număr nedeclarat de specii protejate.